# テレビ朝日富山支局
テレビ朝日富山支局（テレビあさひとやましきょく）は、富山県富山市にあるテレビ朝日（ANN）の支局・取材拠点である。

## 概要
ANN系列局のない富山県を対象に、北陸朝日放送富山営業支局と共同でニュースの取材業務などを行う（2009年までは、事務所を共同で使用していた）。放送設備を持たない取材拠点のため、放送業務は一切行っていない。
設立は1991年10月、北陸朝日放送の開局に伴い、テレビ朝日金沢支局から組織変更された。設立当時は大阪の朝日放送の報道分室という扱いでもあり、変則的な扱いであった。実際に、衛星中継車はテレビ朝日、取材車は朝日放送と明記されていた。支局長が記者を行い、技術スタッフ2名とともに運営されている。
2024年1月1日に発生した能登半島地震に伴い、富山市内で震度5強が観測され、モニターが倒れたりテープが散乱するといった被害が出た。
富山空港にはNHK富山放送局、北日本放送（KNB）、富山テレビ放送（BBT）、チューリップテレビ（TUT）とともにテレビ朝日もお天気カメラを設置している。

## 事業所所在地
- 〒930-0005 富山県富山市新桜町6番18号（朝日新聞社富山総局と同居）

過去数度移転している。また、過去には先述の通り北陸朝日放送富山営業支局と事務所を共同で使用していた。